# Rungkut
Rungkut é um kecamatan (subdistrito) da cidade de Surabaia, na Província Java Oriental, Indonésia.
Essa região é famosa pelos parques industriais sendo o principal o Parque Industrial Estadual Surabaia Rungkut.

## Keluharan
O kecamatan de Rungkut possui 6 keluharan:
- Kali Rungkut
- Kedungbaruk
- Medokanayu
- Penjaringansari
- Rungkut Kidul
- Wonorejo